# Moema
Moema – rodzaj ryb karpieńcokształtnych z rodziny strumieniakowatych (Rivulidae).

## Klasyfikacja
Gatunki zaliczane do tego rodzaju:
- Moema apurinan
- Moema hellneri
- Moema heterostigma
- Moema nudifrontata
- Moema pepotei
- Moema piriana
- Moema portugali
- Moema quiii
- Moema staecki